# Bauladu
Bauladu (sardinski: Baulàu) je grad i općina (comune) u pokrajini Oristanu u regiji Sardiniji, Italija. Nalazi se na nadmorskoj visini od 38 metara i ima 689 stanovnika.
 Prostire se na 24,22 km2. Gustoća naseljenosti je 28 st/km2.
Susjedne općine su: Bonarcado, Milis, Paulilatino, Solarussa i Tramatza.